# Fritillaria yuzhongensis
Fritillaria yuzhongensis  (лат.) — вид однодольных растений рода Рябчик (Fritillaria) семейства Лилейные (Liliaceae). Впервые описан ботаниками Юй Годянем и Чжоу Иньсоу в 1985 году.

## Распространение и среда обитания
Эндемик Китайской Народной Республики, встречающийся в северной части страны в провинциях Ганьсу, Хэнань, Шэньси, Шаньси и Нинся-Хуэйском автономном районе.

## Ботаническое описание
Луковичный геофит. Луковица яйцевидная. Стебель 20—50 см высотой.
Листья узко-ланцетной формы, размером 3—8×0,2—0,6 см, обычно изогнутые.
Соцветие с 1—2 цветками поникающей колокольчатой формы; лепестки желтовато-зелёного цвета с бледными фиолетовыми пятнами.
Плод — коробочка с придатками в виде крылышек. Плодоносит в июне.
Число хромосом — 2n=24.

## Значение
Луковицы применяются в медицине.

## Синонимы
Синонимичные названия:
- Fritillaria cirrhosa var. brevistigma Y.K. Yang & J.K. Wu
- Fritillaria glabra var. shanxiensis S.C. Chen
- Fritillaria lanzhouensis Y.K. Yang, P.P. Ling & G.Yao
- Fritillaria lishiensis Y.K. Yang & J.K. Wu
- Fritillaria lishiensis var. yichengensis Y.K. Yang & P.P. Ling
- Fritillaria taipaiensis var. ningxiaensis Y.K. Yang & J.K. Wu
- Fritillaria taipaiensis var. yuxiensis Y.K. Yang, Z.Y. Gao & C.S. Zhou